# Язловецький санджак
Язловецький санджак  — адміністративно-територіальна одиниця (санджак) Османської імперії, що була частиною Подільського еялету. Створено 1672 року. Де-факто припинив існування у 1684 році (закріплено 1699 року).

## Історія
1672 року почалася війна Османської імперії з Річчю Посполитою. Того ж року було захоплено Кам'янець-Подільський. Восени 1672 року війська під проводом Хусейна-паші захопили й зруйнували язловецький замок. За Бучацьким мирним договором ці землі відійшли до Османської імперії. Було утворено Язловецький санджак у складі Подільського еялету. При цьому Язловець став базою буджацьких татар для розбійних нападів на землі Руського воєводства.
У 1673 році після Другої Хотинської битви війська Речі Посполитої під проводом Яна Олександра Конецпольського звільнили Язловець. У 1676 році під командуванням Ібрагіма Шишмана-паші Язлівець знову захопили османи. Лишез цього часу починається розбудова санджаку.
За короткий час перебування турки міцно уфортифікували замок і зробили з нього один зі своїх найкращих на північному заході висунутих бастіонів. османська влада, сподіваючись залишитися в Язлівці надовго, сприяла переселеню сюди мусульманських родин, які на схилах узгір'їв насадили фруктові дерева.
У 1683 році відновилися бойові дії між Річчю Посполитою і Османською імперією (у рамках Війни Священної ліги). Вже того ж року було османи втратили фортецю Чортків. 1684 року Язлівець було захоплено. До кінця року санджак було відвойовано військами Республіки Обох Націй, фактично з цього часу він припинив існування. Цей статус було закріплено рішенням Карловицького конгресу 1699 року, за яким ці землі передавалися Речі Посполитій.

## Адміністрація
З територій Подільського воєводства до складу Язловецького саджаку увійшли округи (нахіє) з центрами в Язловці й Касперівцях. Зі складу Руського воєводства — місто Чортків з округою, які утворили ще одну нахію у складі Язловецького саджаку.

## Населення
Внаслідок тривалих війн територія в значній мірі знелюднила. Переважно населення перебувала у містах Язловці, Касперівцях, Чортків. Загалом в Язловецькій і Касперовецькій нахіях було 34 і 28 поселень відповідно. Особий статус мало місто Чортків, де була резиденція субпаші. Основу становили мусульмани і православні. На 1680 рік в Язлівці перебувало 5 парафій, по 1 — в Чорткові, Касперівцях. Ймовірно, османська влада намагалася повернути православне населення до регіону.